# Ana de Vicente
Ana de Vicente (Bilbao, 27 de enero de 1965) es una artista española dedicada a la fotografía, el vídeo, performance y el video-performance. Durante la primera década de los 2000 se radicó en San José, Costa Rica.

## Biografía
Dentro de su cuerpo de trabajo de la primera década de los años 2000 destacan La Luz (2003), Mecánica Popular (2003) y PainTrains.
Mecánica Popular es una serie llevada a cabo entre el 2002 y el 2003, consistente en imágenes de fragmentos de la carrocería de los autobuses  del transporte público urbano en San José, Costa Rica. A partir de acercamientos extremos a detalles pictóricos de la carrocería de autobuses la artista busca enfrentar al espectador con su contexto más inmediato, invitándolo a reflexionar acerca del mismo.
Durante 2016 fue residente en Histeria Kolektiboa, Bilbao, España, donde presentó su obra Kiphu, basada en un dispositivo mnemotécnico del mismo nombre (quipu), utilizado por las civilizaciones andinas preincaicas e incaica como sistema de contabilidad y de escritura. La artista se valió de cordones de tampones y su propia sangre para la reproducción. 
Fue seleccionada para la IV Muestra de Video Creación y Arte Digital Inquieta Imagen del Museo de Arte y Diseño Contemporáneo de San José.